# Mont Scotch
Le mont Scotch est une montagne en Estrie, au Québec, qui fait partie des Appalaches ; son altitude est de 800 mètres,.

## Géographie

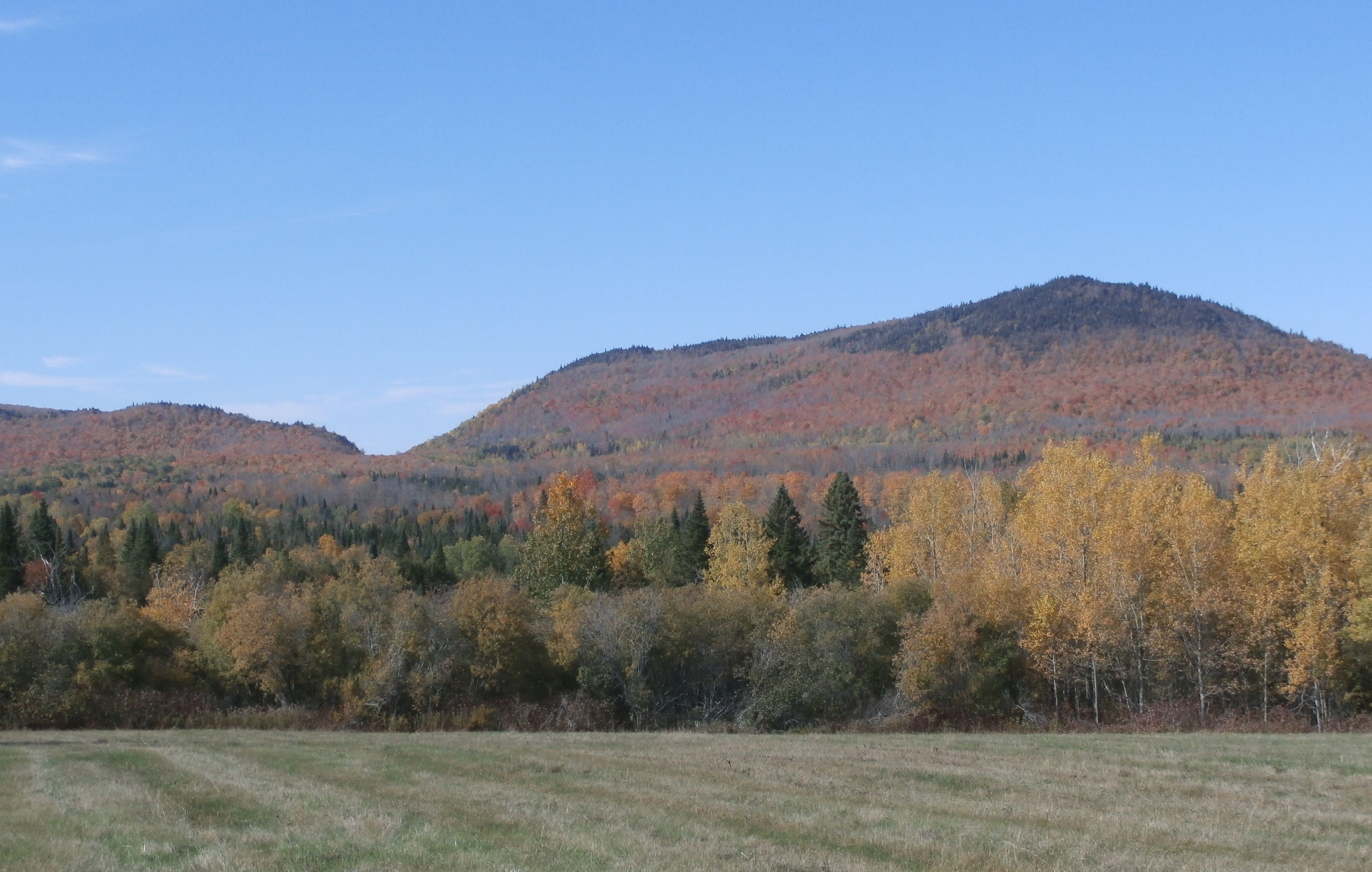
Vue du mont Scotch depuis le rang Dubrule, à Saint-Augustin-de-Woburn ; la route 212 passe dans le col (598 m) au centre-gauche.

La montagne est située le long de la route des Sommets, à l'ouest du village de Saint-Augustin-de-Woburn, près de la route 212 qui mène à Notre-Dame-des-Bois.